# انتفاضة وادي بنجشير 1975
انتفاضة وادي بنجشير عام 1975 كانت جزءًا من انتفاضات إسلامية أكبر بقيادة الجمعية الإسلامية الأفغانية ضد حكومة داود خان، وكانت أول عملية للاستخبارات الباكستانية في أفغانستان.  كانت في "الانتقام من حرب الوكالة لجمهورية أفغانستان ودعمها للمسلحين ضد باكستان". 
وكان دعم جمهورية أفغانستان للمسلحين المناهضين لباكستان قد أجبر ذو الفقار علي بوتو رئيس وزراء باكستان آنذاك ونصير الله خان بابر، المفتش العام لحرس الحدود في خيبر باختونخوا، على تبني نهج أكثر عدوانية تجاه أفغانستان. نتيجة لذلك، أنشأت وكالة الاستخبارات الباكستانية، تحت قيادة اللواء غلام جيلاني خان قوة من 5,000 جندي عصابات أفغاني، والتي تشمل قادة مؤثرين مستقبلاً مثل قلب الدين حكمتيار وبرهان الدين رباني وأحمد شاه مسعود، لاستهداف الحكومة الأفغانية. وكانت أول عملية كبيرة، في عام 1975، ترعى تمردًا مسلحًا في وادي بنجشير. كان تمرد عام 1975، على الرغم من فشله، قد هز داود خان وجعله يدرك أن مصادقة باكستان سيكون في مصلحته. بدأ في تحسين العلاقات مع باكستان وأجرى زيارات حكومية هناك في عامي 1976 و1978. خلال زيارة عام 1978، وافق على وقف دعم المسلحين المناهضين لباكستان وطرد أي مسلحين باقين في أفغانستان مما أثار إنزعاج الخلقيين الذين سيقومون بإطاحة داود وقتله في نفس العام في ثورة ثور.